# استرود (آلاباما)

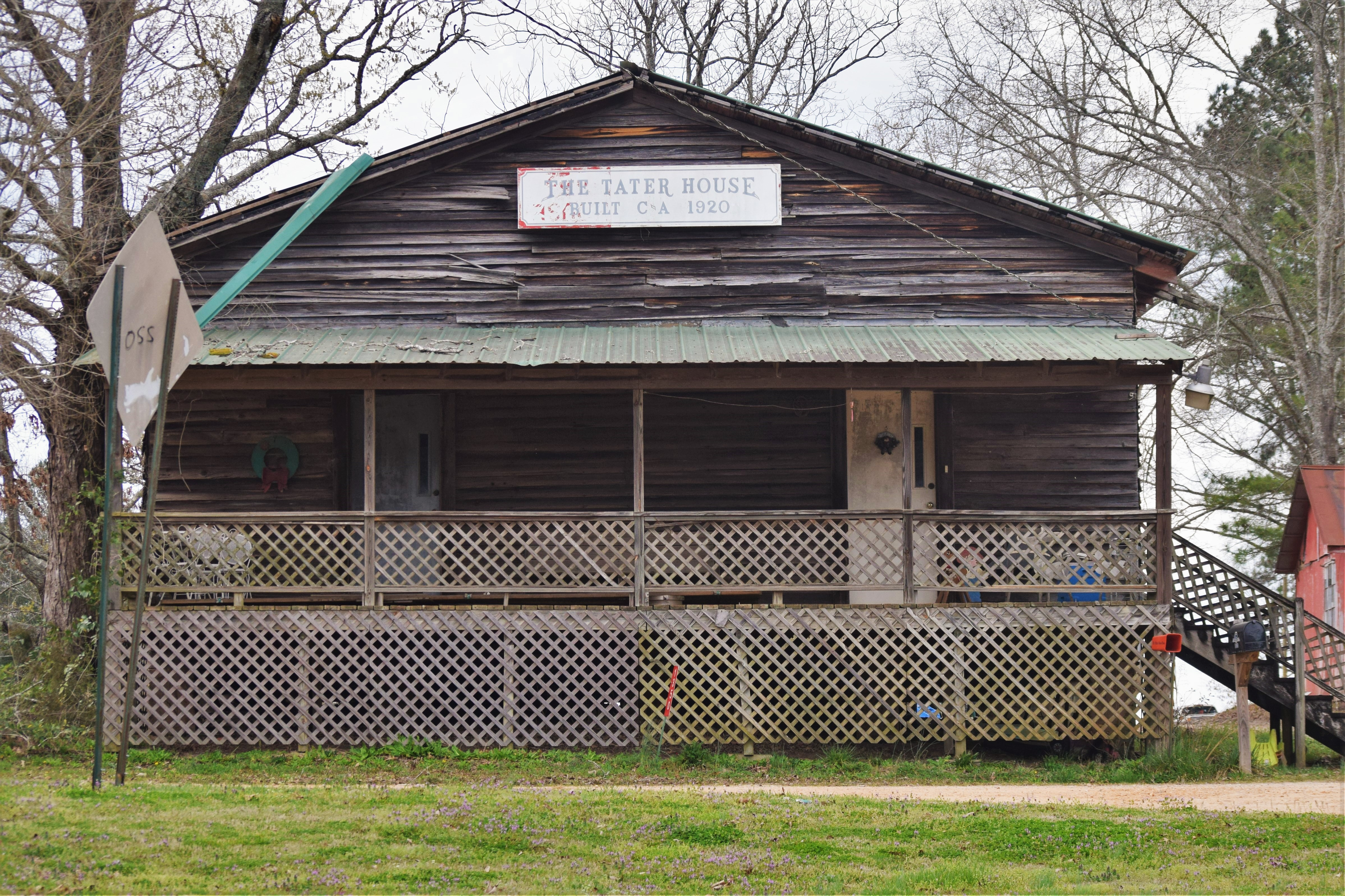
این عکسی از "خانه تاتر" در استرود، آلاباما است که در حدود سال 1920 ساخته شده است.

استرود (به انگلیسی: Stroud) یک منطقهٔ مسکونی در ایالات متحده آمریکا است که در آلاباما واقع شده‌است. استرود ۲۵۷٫۸۶ متر بالاتر از سطح دریا واقع شده‌است.